# Região Metropolitana de Feira de Santana

Mapa da Bahia destacando os municípios já incluídos na RMFS.

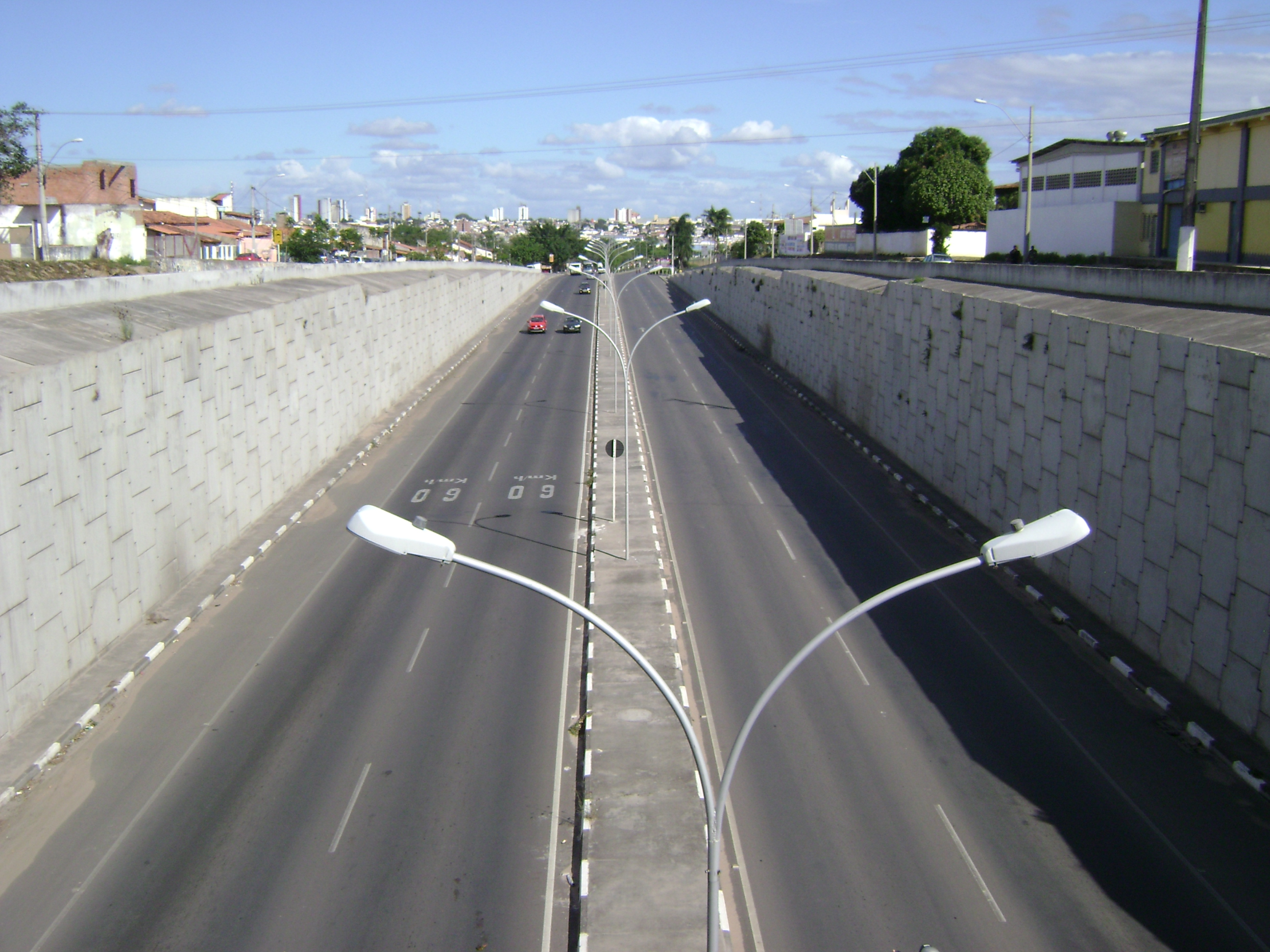
A Região Metropolitana possui uma confluência de importantes rodovias do Nordeste. Na imagem, uma das entradas do Complexo Rodoviário Miraldo Gomes.

A Região Metropolitana de Feira de Santana (RMFS) foi sancionada pelo governador Jaques Wagner em 6 de julho de 2011 pela Lei Complementar Estadual nº 35 (LCE 35/2011), e entrou em vigor a partir do dia 7 de julho de 2011, dia em que a lei foi publicado no Diário Oficial. A criação da região metropolitana é um antigo projeto, iniciado por Colbert Martins, de oficialização da influência sobre os municípios em volta de Feira de Santana com a proposta de englobar 15 municípios baianos. O projeto foi retomado na Assembleia Legislativa da Bahia em 2010, e no dia 16 de junho de 2011 o projeto foi aprovado por esta Assembleia.
A LCE 35 de 2011 ainda definiu a criação do Conselho de Desenvolvimento da Região Metropolitana de Feira de Santana, cujo objetivo é a coordenação das políticas dos municípios metropolitanos integrantes.
Salvador e Feira de Santana estão separadas por cerca de 100 quilômetros. Contudo, suas regiões metropolitanas são vizinhas, uma vez que Amélia Rodrigues, da RMFS, limita-se com São Sebastião do Passé, na RMS.

## Municípios
A região inicialmente engloba seis municípios: Amélia Rodrigues, Conceição da Feira, Conceição do Jacuípe, Feira de Santana, São Gonçalo dos Campos e Tanquinho, anexando mais dez durante a segunda fase do projeto. Esses dez municípios compõe, segundo o projeto de lei complementar 106 de 2011, a Área de Expansão Metropolitana de Feira de Santana, na qual estão incluídos os municípios de Anguera, Antônio Cardoso, Candeal, Coração de Maria, Ipecaetá, Irará, Riachão do Jacuípe, Santa Bárbara, Santanópolis e Serra Preta.
| Município              | Legislação  | Área (km²) | População (2024) | IDH (2010) | PIB (em mil reais) (2021) |
| ---------------------- | ----------- | ---------- | ---------------- | ---------- | ------------------------- |
| Feira de Santana       | LCE 35/2011 | 1 304,425  | 657 948          | 0,712      | 17 282 198,09             |
| Conceição do Jacuípe   | LCE 35/2011 | 114,869    | 37 409           | 0,663      | 2 761 127,89              |
| São Gonçalo dos Campos | LCE 35/2011 | 294,768    | 41 909           | 0,627      | 1 155 355,09              |
| Amélia Rodrigues       | LCE 35/2011 | 166,872    | 24 848           | 0,666      | 437 583,63                |
| Conceição da Feira     | LCE 35/2011 | 164,798    | 21 499           | 0,634      | 376 054,89                |
| Tanquinho              | LCE 35/2011 | 243,839    | 7 983            | 0,597      | 66 685,56                 |
| TOTAL                  |             | 2 289,571  | 791 596          | 0,650      | 22 079 005,14             |

| Município          | Legislação  | Área (km²) | População (2024) | IDH (2010) | PIB (em mil reais) (2021) |
| ------------------ | ----------- | ---------- | ---------------- | ---------- | ------------------------- |
| Anguera            | LCE 35/2011 | 187,840    | 11 456           | 0,589      | 78,758,39                 |
| Antônio Cardoso    | LCE 35/2011 | 293,530    | 11 501           | 0,561      | 124 217,81                |
| Candeal            | LCE 35/2011 | 447,578    | 7 969            | 0,587      | 67 793,30                 |
| Coração de Maria   | LCE 35/2011 | 378,420    | 28 258           | 0,602      | 226 365,60                |
| Ipecaetá           | LCE 35/2011 | 372,565    | 14 064           | 0,550      | 105 153,23                |
| Irará              | LCE 35/2011 | 267,880    | 29 509           | 0,620      | 286 137,30                |
| Riachão do Jacuípe | LCE 35/2011 | 1 155,418  | 35 118           | 0,628      | 410 347,11                |
| Santa Bárbara      | LCE 35/2011 | 347,021    | 21 723           | 0,583      | 180 576,49                |
| Santanópolis       | LCE 35/2011 | 222,686    | 9 023            | 0,592      | 68 861,31                 |
| Serra Preta        | LCE 35/2011 | 595,297    | 18 685           | 0,566      | 138 135,47                |
| Total              |             | 4 268,235  | 187 306          | 0,588      | 1 686 346                 |
| RMFS + AEMFS       |             | 6 557,806  | 978 902          | 0,611      | 23 765 351,15             |

## Transporte e infraestrutura
A região possui uma concentração viária das rodovias federais BR-101, BR-324 e BR-116. Também possui como hidrelétrica a Barragem da Pedra do Cavalo, no Rio Paraguaçu.
A Associação dos Engenheiros da Viação Férrea Federal Leste Brasileiro (Aelb-BA) incitou estudos e eventos sobre a expansão do Trem do Subúrbio de Salvador até o município de Conceição da Feira, para meados da década de 2020. Muitos municípios da região também já foram incluídos no roteiro do trem Transbaião. Também está em estudo na câmara estadual a possível viabilização do transporte metroviário na Região Metropolitana.
Feira de Santana conta com um aeroporto operando voos regularmente chamado João Durval Carneiro.

## Economia

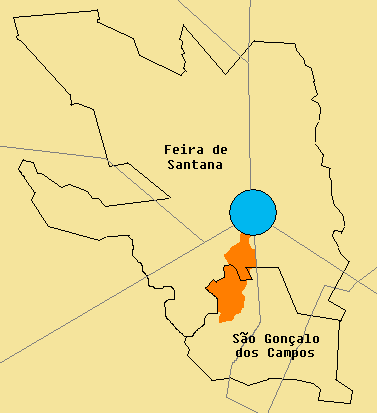
O CIS localiza-se entre o sul de Feira de Santana e o norte de São Gonçalo dos Campos.

### Centro Industrial do Subaé
O Centro Industrial do Subaé (CIS) é a principal zona industrial da região metropolitana, e destaca-se junto ao Centro Industrial de Aratu e ao Polo Petroquímico de Camaçari no cenário econômico baiano. O CIS se expandirá com a implantação do CIS Norte entre o bairro Novo Horizonte e o município de Santa Bárbara, também na região metropolitana.